# Rose Troche
Rose Troche (Chicago, 1964) is een Amerikaanse film- en televisieregisseur, producent en scenarioschrijver van Puerto Ricaanse komaf. Haar speelfilmdebuut als regisseur was de onafhankelijk geproduceerde film Go Fish (1994), die in première ging op het Sundance Film Festival en op het Filmfestival van Berlijn onderscheiden werd met een Teddy Award (een prijs voor films met homoseksuele thematiek). Go Fish was een gezamenlijk project van haar en haar toenmalige partner Guinevere Turner, die meeschreef aan het scenario, erin meespeelde en de productie mede financierde.

## Regie

### Film
- 1994 - Go Fish
- 1998 - Bedrooms and Hallways
- 2001 - The Safety of Objects

### Televisie
- 2002 - Six Feet Under (The Plan)
- 2004 - Touching Evil (Memorial)
- 2004-2008 - The L Word (Pilot, Let's Do It, Luck, Next Time, Loud & Proud, Labia Majora, Losing the Light & Liquid Heat)

## Productie
- 1994 - Go Fish
- 2001 - The Safety of Objects
- 2006 - The L Word

## Scenario
- 1994 - Go Fish (in samenwerking met Guinevere Turner)
- 2001 - The Safety of Object (bewerking van het gelijkname boek van A. M. Homes)
- 2004 - The L Word, Lawfully
- 2005 - South of Nowhere, Secret Truths